# مايك أهيرن
مايك أهيرن (بالإنجليزية: Mike Ahearn)‏ هو مدرب كرة سلة أمريكي، ولد في 28 نوفمبر 1878 في روثرهام ‏ في المملكة المتحدة، وتوفي في 5 فبراير 1948.

## وصلات خارجية
- مايك أهيرن على موقع كلية كرة السلة في سبورتس رفرنس.كوم (الإنجليزية)
- مايك أهيرن على موقع قاعة كنساس للمشاهير الرياضية (مؤرشف) (الإنجليزية)